# 汪廷璵
汪廷璵（1718年—1783年），字衡玉，号持斋，江蘇太倉州人。清朝官員、学者。

## 生平
乾隆十三年（1748年）戊辰科一甲第三名进士。授翰林院编修。歷任福建、江西、順天學政等職。官至工部侍郎，充《四库全书》总阅官。